# Storavan, Ångermanland
Storavan är en sjö i Örnsköldsviks kommun i Ångermanland och ingår i Lögdeälven-Husåns kustområde. Sjön har en area på 0,101 kvadratkilometer och ligger 3,1 meter över havet.

## Delavrinningsområde
Storavan ingår i det delavrinningsområde (703777-167154) som SMHI kallar för Rinner mot Degerfjärden. Medelhöjden är 36 meter över havet och ytan är 22,24 kvadratkilometer. Det finns inga avrinningsområden uppströms utan avrinningsområdet är högsta punkten. Avrinningsområdets utflöde mynnar i havet, utan att ha någon enskild mynningsplats. Avrinningsområdet består mestadels av skog (89 procent). Avrinningsområdet har 0,16 kvadratkilometer vattenytor vilket ger det en sjöprocent på 0,7 procent.